# Liste des maires de Bazus-Neste

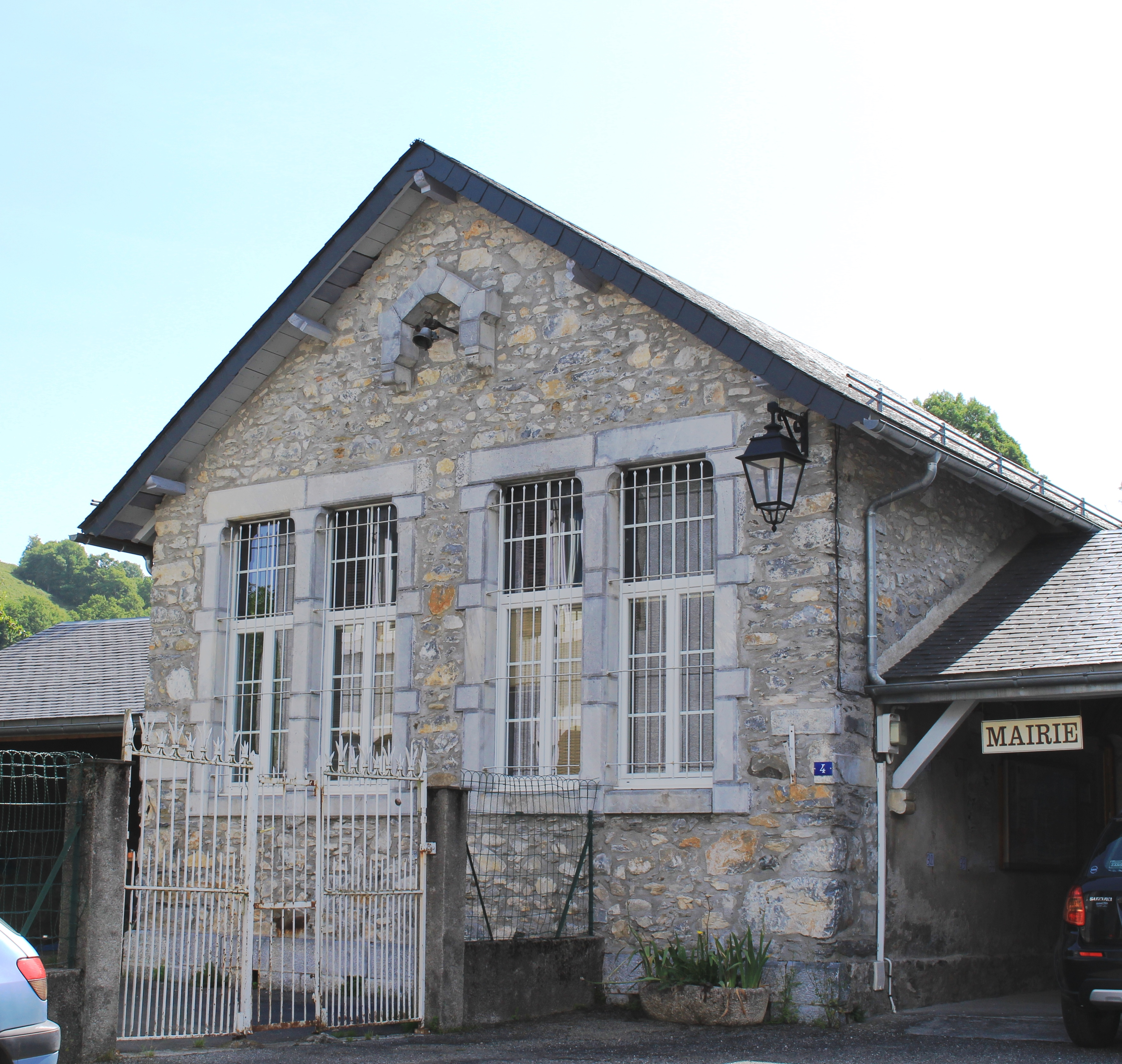
La mairie en 2019.

## Liste des maires
| Période   | Période  | Identité                    | Étiquette | Qualité |
| --------- | -------- | --------------------------- | --------- | ------- |
| mars 1794 | 1795     | Citoyen Pujolle             |           |         |
| mars 1795 | 1797     | Jean Pene                   |           |         |
| mars 1797 | 1808     | Baptiste Pujolle            |           |         |
| mars 1808 | 1844     | Jean Pene (Tuco)            |           |         |
| mars 1844 | 1848     | Louis Pene                  |           |         |
| mars 1848 | 1849     | Bernard Latour (Cabaillé)   |           |         |
| mars 1849 | 1871     | Jean-Bernard Lay de Laborde |           |         |
| mars 1871 | 1876     | Henri Lafforgue             |           |         |
| mars 1876 | 1876     | Bertrand Dordan             |           |         |
| mars 1876 | 1884     | Baptiste Pujolle            |           |         |
| mars 1884 | 1900     | Bertrand Dordan (Moulié)    |           |         |
| mars 1900 | 1905     | Dominique Pujolle (Lafleur) |           |         |
| mars 1905 | 1925     | Henri Correge               |           |         |
| mars 1925 | 1944     | Baptiste Latour             |           |         |
| mars 1944 | 1959     | Xavier Rumeau               |           |         |
| mars 1959 | 1983     | Antoine Latour              |           |         |
| mars 1983 | 1995     | Henri Rumeau                |           |         |
| mars 1995 | en cours | Francis Escudé              |           |         |